# Florian Raspentino
Florian Raspentino est un footballeur français, né le 6 juin 1989 à Marignane dans le département français des Bouches-du-Rhône. Il évolue, au poste de milieu offensif ou d'attaquant.
Après des débuts en amateur notamment dans les rangs de l'US Marignane et du RCO Agde, il intègre les rangs professionnels et joue notamment au FC Nantes, à l'Olympique de Marseille et au SC Bastia.

## Biographie

### Des rangs amateurs au FC Nantes
Florian Raspentino nait le 6 juin 1989 à Marignane d'un père algérien et d'une mère française. Il commence le football à l'AS Gignac, club de la banlieue de Marseille à l'âge de 12 ans. En 2006, il rejoint l'AC Ajaccio mais ne reste que six mois au club avant de retourner à l'AS Gignac. 
En 2008, il rejoint l'US Marignane en CFA où il évolue deux saisons puis signe au RCO Agde, autre club de CFA. Auteur d'une belle saison dans un club qui joue le maintien, il inscrit 15 buts en championnat. En contact avec des clubs de National, il est repéré par Sébastien Pérez, ancien joueur de l'Olympique de Marseille et effectue un essai en mai 2011 au FC Nantes qui s'avère concluant.
Florian Raspentino s'engage au FC Nantes, en Ligue 2, en juin 2011 pour un contrat d'un an. Buteur lors de ses deux premiers matchs en équipe première contre le Stade de Reims en Coupe de la Ligue le 22 juillet 2011 puis contre l'EA Guingamp en Ligue 2 un mois plus tard. Ses bonnes performances lui valent d'être observé par de nombreux clubs et par la presse algérienne qui voit en lui un futur joueur de la sélection. Le sélectionneur de l'équipe d'Algérie, Vahid Halilhodžić, venu l'observer déclare alors « Raspentino a des qualités, mais il ne répond pas encore aux critères de la sélection ». Il s'offre le premier doublé de sa carrière contre l'AS Monaco le 25 novembre 2011. Le 9 décembre suivant, il marque de nouveau un doublé contre Rennes TA en Coupe de France puis un nouveau le 11 février 2012 contre LB Châteauroux. Il est auteur d'une saison plutôt réussie principalement au poste de milieu offensif droit ou gauche et inscrit 7 buts en trente rencontres de championnat. En fin de saison, le FC Nantes lui propose une prolongation du contrat mais le joueur la refuse finalement à la grande déception des dirigeants.

### Transfert à l'Olympique de Marseille et prêts

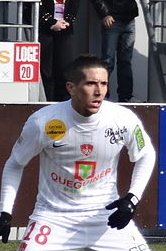
En 2013 sous le maillot brestois.

Il reçoit alors de nombreuses propositions notamment du Stade brestois mais s'engage finalement avec l'Olympique de Marseille en juillet 2012 pour une durée de trois ans. Il indique alors « Porter le maillot de son club de cœur, c’est une fierté. Le Vélodrome, c’est un stade où j’ai été abonné pendant 5-6 ans. Je l’ai connu depuis les tribunes, je suis impatient de le découvrir sur le terrain ». Il fait ses débuts sous le maillot de l'OM lors du premier match amical de la saison contre le FC Sion puis en match officiel le 19 août suivant contre le FC Sochaux pour son premier match de Ligue 1. Peu utilisé par l'entraîneur Élie Baup, il souhaite, fin décembre, être prêté à un autre club avec pour objectif « partir cinq mois et revenir plus fort avec un autre statut ».
Le 8 janvier 2013, en manque de temps de jeu Florian Raspentino est prêté au Stade brestois sans option d'achat. Il y retrouve son entraîneur du FC Nantes Landry Chauvin. Il joue son premier match quatre jours plus tard lors d'un match à l'extérieur contre l'Évian TG puis marque le premier but de sa carrière en Ligue 1 contre le Valenciennes FC le 9 février suivant. Le 20 avril, il est titulaire au Stade Vélodrome contre l'OM. Il dispute en total 19 rencontres pour quatre buts inscrits mais en fin de saison le club termine dernier du championnat et se retrouve relégué en Ligue 2.
De retour à l'OM, le club le prête à nouveau, cette fois-ci au SC Bastia pour la saison 2013-2014. Il joue son premier match sous le maillot corse lors de la première journée de Ligue 1 contre son ancien club le FC Nantes. Il attendra la 16e journée de Ligue 1 et un déplacement face à l' AC Ajaccio pour marquer son premier but en corse. Il dispute avec cette équipe vingt-quatre rencontres, inscrit six buts et délivre trois passes décisives.
Revenu à l'Olympique de Marseille, le nouvel entraîneur Marcelo Bielsa ne compte pas sur lui. Il est alors placé sur la liste des transferts et ne reprend pas l'entraînement avec l'équipe première. Ne voulant pas faire une saison avec l'équipe réserve, il décide de quitter le club.

### SM Caen puis SC Bastia
Il s'engage pour trois saisons avec le Stade Malherbe Caen, promu en Ligue 1. Titulaire et passeur dès la première journée de Ligue 1 contre l'Évian TG, il ne parvient cependant pas à s'imposer dans le club normand barré notamment par Lenny Nangis et Bengali-Fodé Koita. Il marque son premier but sous les couleurs caennaise le 20 septembre contre le Toulouse FC. 
Au mercato d'hiver, il est prêté avec option d'achat au Dijon FCO pour le reste de la saison. Il joue son premier match lors de la 23e journée de Ligue 2 contre le FC Sochaux. Il inscrit son premier but en égalisant à l'extérieur contre les chamois niortais lors d'un match nul un but partout.
Il rejoint le 31 août 2015 le SC Bastia pour un contrat d'une saison avec une autre en option, l'entraîneur caennais Patrice Garande ne comptant pas sur lui. Il joue treize rencontres lors de la première partie de saison mais après avoir été victime d'un accident de voiture en janvier puis plusieurs blessures, il ne prend part à aucun matchs lors de la seconde partie de saison.

### Départ à l'étranger
Après une période d’incertitude liée à la relégation en National du SC Bastia, le club grec du FC Levadiakos lui propose un contrat de deux ans, en août 2017. Il refuse la proposition pour raisons familiales. En octobre, il est en contact avec le Tours FC avec qui il dispute une rencontre amicale, il s'engage finalement, le 20 décembre avec le club belge du KAS Eupen, dernier de la Jupiler Pro League. Lors de son deuxième match avec l'équipe entraînée par Claude Makélélé, il inscrit le but de la victoire, un but à zéro, face au Waasland-Beveren et permet au club de se relancer dans la course au maintien.  Il résilie de commun accord son contrat avec le club le 31 août 2018, lors des dernières heures du mercato.

### Retour en France

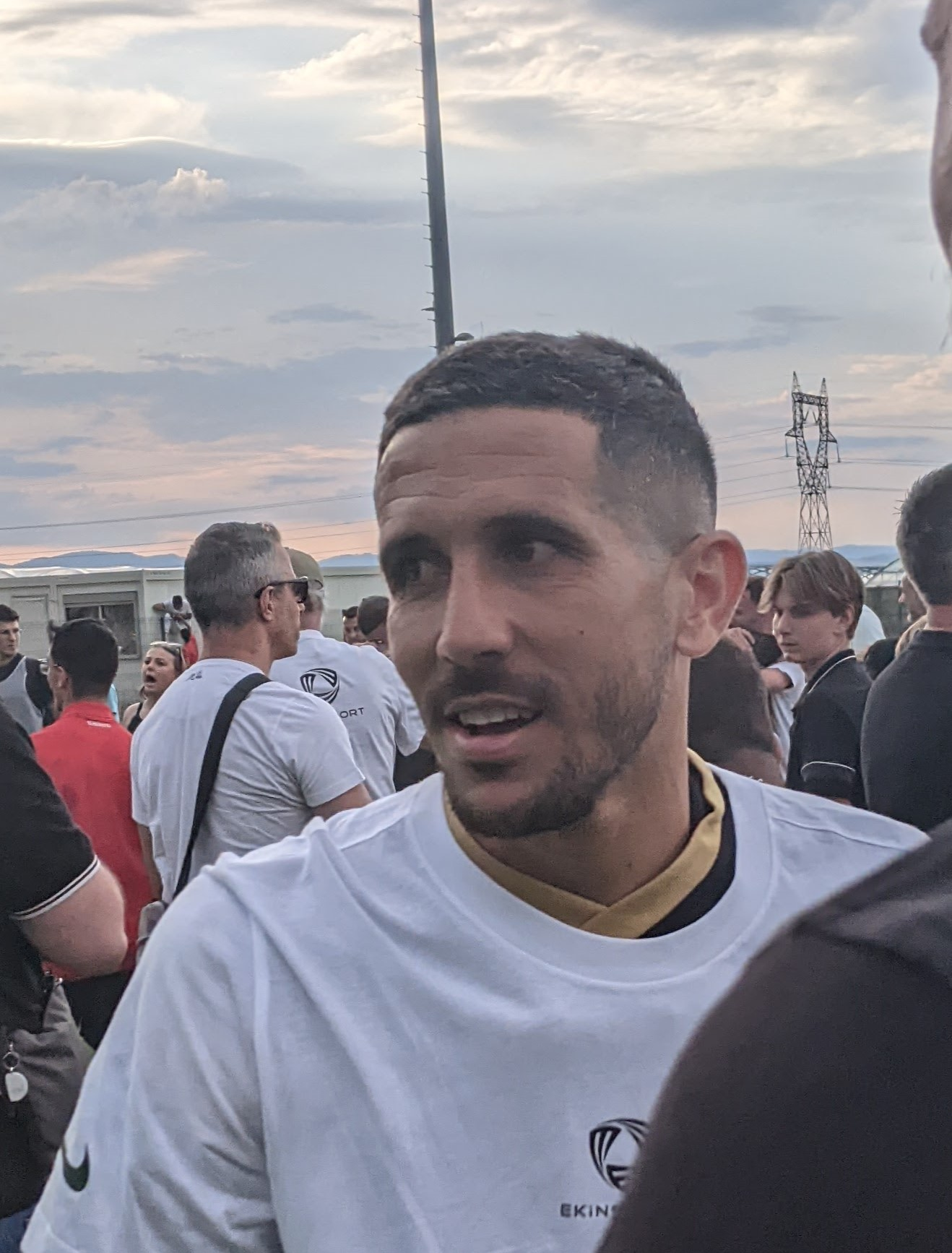
Raspentino avec le GOAL FC en 2023.

Le 3 septembre 2018, le joueur s'engage pour un an au Valenciennes FC. Il fait sa première apparition avec son nouveau club le 14 septembre lors d'un déplacement à Grenoble, il entre à la 76e minute et il délivre une passe décisive à Joffrey Cuffaut. La semaine suivante, il est titulaire face au Red Star et il inscrit son premier but avec le VAFC. Il reste une saison et prend part à trente rencontres avant de rejoindre le Grenoble Foot 38.
Le 21 septembre 2020, le SC Bastia annonce la signature du joueur pour une saison en National 1. Après une saison où le club termine champion et accède à la Ligue 2, mais avec seulement douze apparitions dont cinq comme titulaire, son contrat n'est pas prolongé. 
Le 25 août 2021, il s'engage en faveur du FC Bastia-Borgo, également pensionnaire de National 1.

## Statistiques
| Saison                | Club                     | Championnat           | Championnat | Championnat | Coupe nationale | Coupe nationale | Coupe de la Ligue | Coupe de la Ligue | Compétition(s) continentale(s) | Compétition(s) continentale(s) | Compétition(s) continentale(s) | Total | Total |
| Saison                | Club                     | Division              | M.          | B.          | M.              | B.              | M.                | B.                | Comp.                          | M.                             | B.                             | M.    | B.    |
| 2008-2009             | US Marignane             | CFA                   | 32          | 4           | -               | -               | -                 | -                 | -                              | -                              | -                              | 32    | 4     |
| 2009-2010             | US Marignane             | CFA                   | 33          | 6           | 2               | 1               | -                 | -                 | -                              | -                              | -                              | 35    | 7     |
| Sous-total            | Sous-total               | Sous-total            | 65          | 10          | 2               | 1               | -                 | -                 | -                              | -                              | -                              | 67    | 11    |
| 2010-2011             | RCO Agde                 | CFA                   | 33          | 15          | 2               | 2               | -                 | -                 | -                              | -                              | -                              | 35    | 17    |
| 2011-2012             | FC Nantes                | Ligue 2               | 30          | 7           | 2               | 2               | 2                 | 1                 | -                              | -                              | -                              | 34    | 10    |
| 2012-2013             | Olympique de Marseille   | Ligue 1               | 7           | 0           | 1               | 0               | 1                 | 0                 | C3                             | 6                              | 0                              | 15    | 0     |
| 2012-2013             | Stade brestois 29 (prêt) | Ligue 1               | 19          | 4           | 2               | 0               | -                 | -                 | -                              | -                              | -                              | 21    | 4     |
| 2013-2014             | SC Bastia (prêt)         | Ligue 1               | 22          | 5           | 2               | 1               | -                 | -                 | -                              | -                              | -                              | 24    | 6     |
| 2014-2015             | SM Caen                  | Ligue 1               | 17          | 1           | 1               | 0               | 2                 | 0                 | -                              | -                              | -                              | 20    | 1     |
| 2014-2015             | Dijon FCO (prêt)         | Ligue 2               | 12          | 3           | -               | -               | -                 | -                 | -                              | -                              | -                              | 12    | 3     |
| 2015-2016             | SC Bastia                | Ligue 1               | 11          | 1           | 1               | 0               | 1                 | 0                 | -                              | -                              | -                              | 13    | 1     |
| 2016-2017             | SC Bastia                | Ligue 1               | 9           | 0           | -               | -               | -                 | -                 | -                              | -                              | -                              | 9     | 0     |
| Sous-total            | Sous-total               | Sous-total            | 20          | 1           | 1               | 0               | 1                 | 0                 | -                              | -                              | -                              | 22    | 1     |
| 2017-2018             | KAS Eupen                | Division 1A           | 19          | 4           | -               | -               | -                 | -                 | -                              | -                              | -                              | 19    | 4     |
| 2018-2019             | KAS Eupen                | Division 1A           | 4           | 0           | -               | -               | -                 | -                 | -                              | -                              | -                              | 4     | 0     |
| Sous-total            | Sous-total               | Sous-total            | 23          | 4           | -               | -               | -                 | -                 | -                              | -                              | -                              | 23    | 4     |
| 2018-2019             | Valenciennes FC          | Ligue 2               | 28          | 11          | 2               | 0               | -                 | -                 | -                              | -                              | -                              | 30    | 11    |
| 2019-2020             | Grenoble Foot 38         | Ligue 2               | 15          | 0           | 1               | 0               | 1                 | 0                 | -                              | -                              | -                              | 17    | 0     |
| 2020-2021             | SC Bastia                | National 1            | 12          | 0           | 1               | 0               | -                 | -                 | -                              | -                              | -                              | 13    | 0     |
| 2021-2022             | FC Bastia-Borgo          | National 1            | 27          | 6           | 3               | 0               | -                 | -                 | -                              | -                              | -                              | 30    | 6     |
| 2022-2023             | GOAL FC                  | National 2            | 27          | 13          | -               | -               | -                 | -                 | -                              | -                              | -                              | 27    | 13    |
| 2023-2024             | GOAL FC                  | National              | 29          | 9           | 1               | 1               | -                 | -                 | -                              | -                              | -                              | 30    | 10    |
| Sous-total            | Sous-total               | Sous-total            | 56          | 22          | 1               | 1               | -                 | -                 | -                              | -                              | -                              | 57    | 23    |
| 2024-2025             | AS Cannes                | National 2            | 6           | 0           | 2               | 0               | -                 | -                 | -                              | -                              | -                              | 8     | 0     |
| 2024-2025             | GOAL FC                  | National 2            | 2           | 0           | -               | -               | -                 | -                 | -                              | -                              | -                              | 2     | 0     |
| Total sur la carrière | Total sur la carrière    | Total sur la carrière | 394         | 81          | 23              | 6               | 7                 | 1                 | -                              | 6                              | 0                              | 430   | 88    |

## Palmarès
Florian Raspentino est vice-champion de France lors de la saison 2012-2013 avec l'Olympique de Marseille.
Avec le SC Bastia, il est champion de National 1 en 2021.